# Edsele
Edsele is een plaats in de gemeente Sollefteå in het landschap Ångermanland en de provincie Västernorrlands län in Zweden. De plaats heeft 163 inwoners (2005) en een oppervlakte van 47 hectare.